# Wir müssen durch viel Trübsal
Wir müssen durch viel Trübsal (BWV 146) ist eine Kirchen-Kantate von Johann Sebastian Bach. Er komponierte sie in Leipzig für den dritten Sonntag nach Ostern, Jubilate genannt. Der früheste Termin für die erste Aufführung ist der 12. Mai 1726.

## Geschichte und Worte
Bach schrieb die Kantate in Leipzig für den Sonntag  Jubilate, den dritten Sonntag nach Ostern. Die vorgeschriebenen Lesungen für den Sonntag waren 1 Petr 2,11–20  und Joh 16,16–23  aus den Abschiedsreden Jesu. Bach vertonte den darin angesprochenen Gegensatz von Trauer und Freude bereits zuvor für denselben Anlass, zuerst 1714 in Weimar, Weinen, Klagen, Sorgen, Zagen, dann 1725 in Leipzig, Ihr werdet weinen und heulen. Daher ist der früheste Termin für die erste Aufführung der 12. Mai 1726. Der 18. April 1728 ist eine weitere Möglichkeit. Der unbekannte Textdichter beginnt mit einem Vers aus der Apostelgeschichte, Apg 14,22 , den bereits Salomon Franck für das erste Rezitativ der Weimarer Kantate benutzt hatte. Die folgenden drei Sätze beklagen das Leiden in der Welt, während drei weitere Sätze die Hoffnung auf das Reich Gottes zum Ausdruck bringen. Das Hauptthema ist die Sehnsucht nach dem Tod. Satz 5 ist eine Paraphrase auf Ps 126,5 , das Brahms auch für Ein deutsches Requiem wählte. Satz 6 bezieht sich auf Röm 8,18 : Denn ich bin überzeugt, dass dieser Zeit Leiden nicht ins Gewicht fallen gegenüber der Herrlichkeit, die an uns offenbart werden soll. Vom Schlusschoral ist nur die Musik überliefert. Die neunte Strophe von Gregorius Richters Lasset ab von euren Tränen wurde vorgeschlagen.

## Besetzung und Aufbau
Die Kantate ist besetzt mit vier Solisten, Sopran, Alt Tenor und Bass, vierstimmigem Chor, Flöte, zwei Oboe d’amore, Taille (Barockoboe in Tenor-Lage), obligate Orgel, zwei Violinen, Viola und Basso continuo.
1. Sinfonia
2. Coro: Wir müssen durch viel Trübsal in das Reich Gottes eingehen
3. Aria (Alt): Ich will nach dem Himmel zu
4. Recitativo  (Sopran): Ach! wer doch schon im Himmel wär!
5. Aria  (Sopran): Ich säe meine Zähren
6. Recitativo (Tenor): Ich bin bereit, mein Kreuz geduldig zu ertragen
7. Aria (Tenor, Bass): Wie will ich mich freuen, wie will ich mich laben
8. Choral: Denn wer selig dahin fähret oder Ach, ich habe schon erblicket

## Musik
Zwei Sätze der Kantate, die einleitende Sinfonia und der erste Chorsatz, beruhen auf Bachs Cembalokonzert d-Moll BWV 1052, das wahrscheinlich auf ein verschollenes Violinkonzert zurückgeht. Satz 3 ist eine Alt-Arie mit obligater Violine, die sich „dem Himmel zu“ wendet. Der Schlusschoral ist vierstimmig gesetzt auf die Melodie von Werde munter, mein Gemüte.

## Einspielungen
LP / CD
- Die Bach Kantate Vol. 33. Helmuth Rilling, Gächinger Kantorei, Bach-Collegium Stuttgart, Helen Donath, Marga Höffgen, Kurt Equiluz, Hanns-Friedrich Kunz. Hänssler, 1973.
- J. S. Bach: Das Kantatenwerk – Sacred Cantatas Vol. 6. Nikolaus Harnoncourt, Tölzer Knabenchor, Concentus Musicus Wien, Solist des Tölzer Knabenchors, Paul Esswood, Kurt Equiluz, Thomas Hampson. Teldec, 1980.
- Bach Cantatas Vol. 24: Altenburg/Warwick. John Eliot Gardiner, Monteverdi Choir, English Baroque Soloists, Brigitte Geller, William Towers, Mark Padmore, Julian Clarkson. Soli Deo Gloria, 2000.
- J. S. Bach: Complete Cantatas Vol. 15. Sibylla Rubens, Bogna Bartosz, James Gilchrist, Klaus Mertens, Amsterdam Baroque Orchestra & Choir, Ton Koopman. Antoine Marchand, 2001.
- J. S. Bach: Cantatas Vol. 19 (Cantatas from Leipzig 1724). Masaaki Suzuki, Bach Collegium Japan, Rachel Nicholls, Robin Blaze, Gerd Türk, Peter Kooy. BIS, 2008.

DVD
- „Wir müssen durch viel Trübsal“. Kantate BWV 146. Rudolf Lutz, Chor und Orchester der J. S. Bach-Stiftung, Ulrike Hofbauer, Markus Forster, Hans Jörg Mammel, Wolf Matthias Friedrich. Samt Einführungsworkshop sowie Reflexion von Miriam Meckel. Gallus Media, 2013.

Online
- All of Bach – Bach Cantata Wir müssen durch viel Trübsal BWV 146, Netherlands Bach Society, Jos van Veldhoven, Maria Keohane, Maarten Engeltjes, Benjamin Hulett, Christian Immler, Leo van Doeselaar. Aufnahme im Rahmen des Projektes All of Bach vom 5. Oktober 2013, Groningen, Martinikerk. Abrufbar unter https://www.youtube.com/watch?v=uXApNoaQd0s